# سوق الغراير

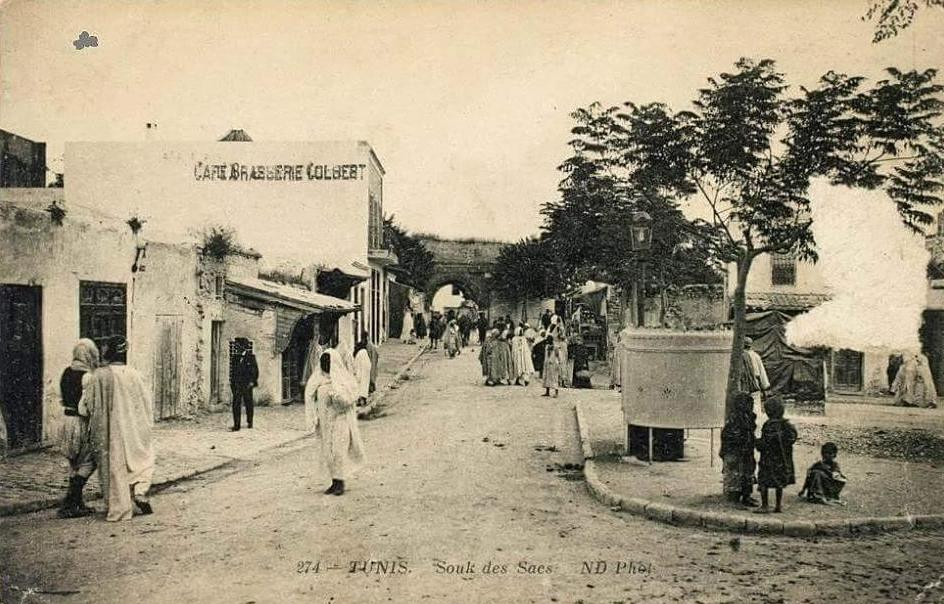
بطاقة بريدية مع سوق الغراير

سوق الغراير كان أحد أسواق مدينة تونس.

## الموقع
يقع السوق في باب المنارة بالقرب من وزارة الدفاع وسوق السكاجين.

## منتجات
متخصص في بيع أكياس مصنوعة من شعر الماعز أو الجمال.

## تطور
لم يعد السوق موجودًا. تم هدمه لتوسيع مكتب الخدمات العسكرية.